# چون وی چونگ
چون وی چونگ (انگلیسی: Chun Wei Cheung; ۱۵ آوریل ۱۹۷۲ – ۱۴ اکتبر ۲۰۰۶) اهل پادشاهی هلند بود.